# Jungapeo (kommun i Mexiko)
Jungapeo är en kommun i Mexiko.   Den ligger i delstaten Michoacán de Ocampo, i den södra delen av landet, 150 km väster om huvudstaden Mexico City.
Följande samhällen finns i Jungapeo:
- Jungapeo de Juárez
- Cerrito del Muerto
- La Garita
- La Soledad
- La Florida
- El Mango
- Agua Salada
- La Tinaja
- Las Anonas
- La Granja
- El Carrizal
- Piedras de Lumbre
- Colonia Nueva
- El Cirián
- Puerto Itziapo
- Las Pilas
- La Laja
- El Barro
- Colonia San Pedro
- Veinte de Noviembre
- Pueblo Viejo
- Las Escobas
- La Vega
- Las Guásimas